# Kirkwood (Missouri)
Kirkwood é uma cidade localizada no estado americano do Missouri, no Condado de St. Louis.

## Demografia
Segundo o censo americano de 2010, a sua população era de 27540 habitantes.
Em 2006, fora estimada uma população de 26.936, um decréscimo de 388 (-1.4%) face a 2000.

## Geografia
De acordo com o United States Census Bureau tem uma área de 24,0 km², dos quais 23,9 km² cobertos por terra e 0,1 km² cobertos por água. Kirkwood localiza-se a aproximadamente 191 m acima do nível do mar.

## Localidades na vizinhança
O diagrama seguinte representa as localidades num raio de 4 km ao redor de Kirkwood.

## Ilustres
- Marianne Moore (1887 - 1972) - poetisa